# Gare de Boisset
La gare de Boisset est une gare ferroviaire française de la ligne de Figeac à Arvant, située sur le territoire de la commune de Boisset, dans le département du Cantal, en région Auvergne-Rhône-Alpes.
C'est une gare voyageurs de la Société nationale des chemins de fer français (SNCF), desservie par des trains TER Auvergne-Rhône-Alpes.

## Situation ferroviaire
Établie à 426 mètres d'altitude, la gare de Boisset est située au point kilométrique (PK) 269,260 de la ligne de Figeac à Arvant, entre les gares de Maurs et du Rouget.

## Service des voyageurs

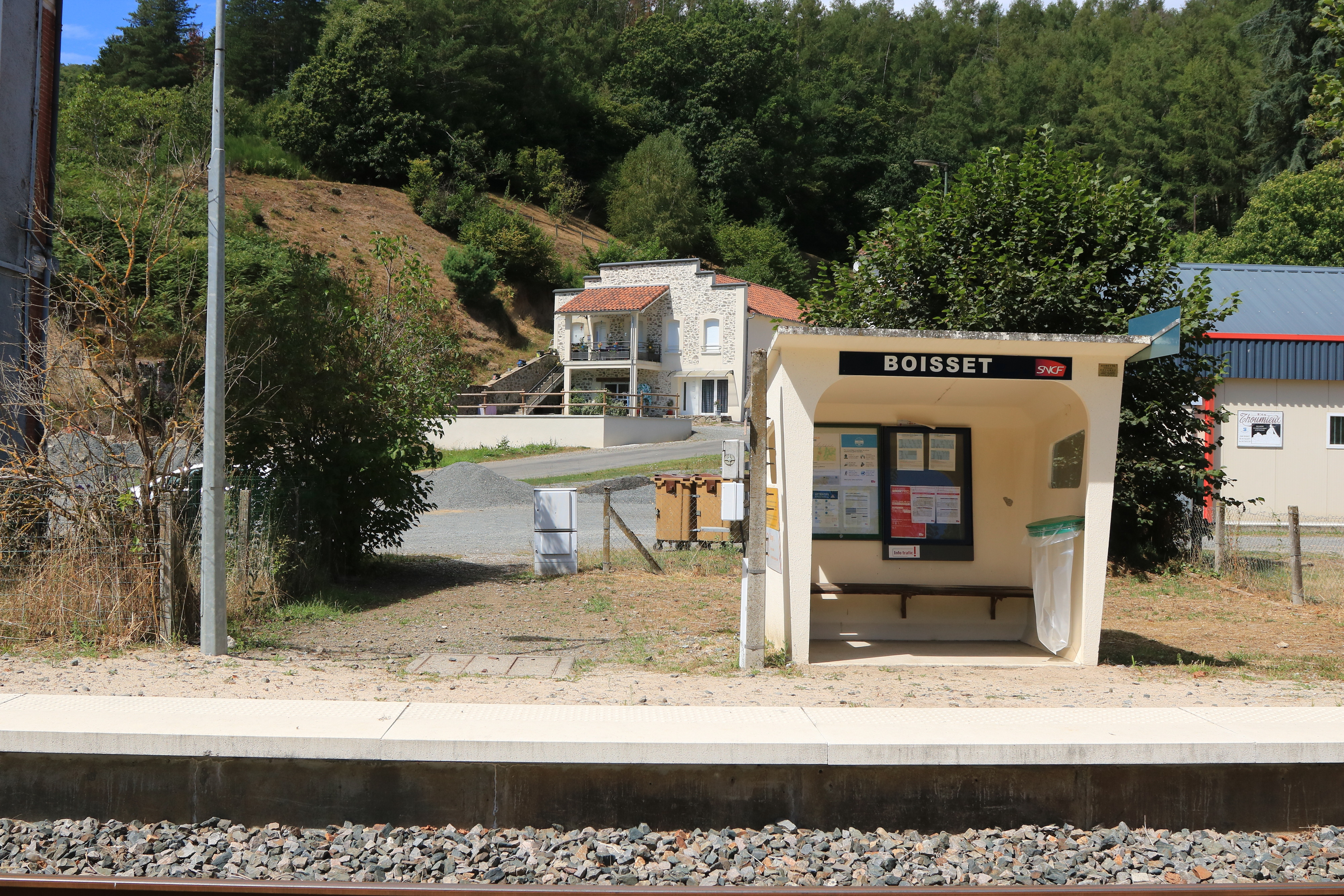
L'abri voyageur sur le quai de la gare.

### Accueil
Halte SNCF, c'est un point d'arrêt non géré (PANG) à entrée libre. 

### Desserte
Boisset est desservie par des trains TER Auvergne-Rhône-Alpes qui circulent entre les gares d'Aurillac et de Figeac.

### Intermodalité
Un espace devant la gare permet de garer quelques véhicules légers.